# Valle-d'Orezza
 Valle-d'Orezza  là một xã ở tỉnh Haute-Corse trên đảo Corse, Pháp. Xã này có diện tích 3,93 km², dân số năm 1999 là 49 người. Khu vực này có độ cao trung bình 600 mét trên mực nước biển.